# Виадук Беннерли
Виадук Беннерли (англ. Bennerley Viaduct) — железнодорожный виадук, пересекающий долину реки Эревош между Освортом (Ноттингемшир) и Илкестоном (Дербишир) в центральной Англии. Построен в 1877 году, в 1968 году закрыт для железнодорожного сообщения в рамках сокращений Бичинга. В 1998 году продан Railway Paths Ltd.
Виадук внесён в список объектов исторического наследия под категорией II* и включён в реестр объектов, находящихся под угрозой, комиссии по историческим сооружениям и памятникам Англии. Он также был включен в список 2020 World Monuments Watch. В середине 2014 года началась поэтапная реставрация виадука. Планируется заменить настил, чтобы впоследствии присоединить виадук к сети существующих общественных маршрутов. В марте 2020 года были начаты реставрационные работы для последующего превращения виадука в пешеходный, приостановленные из-за пандемии COVID-19.

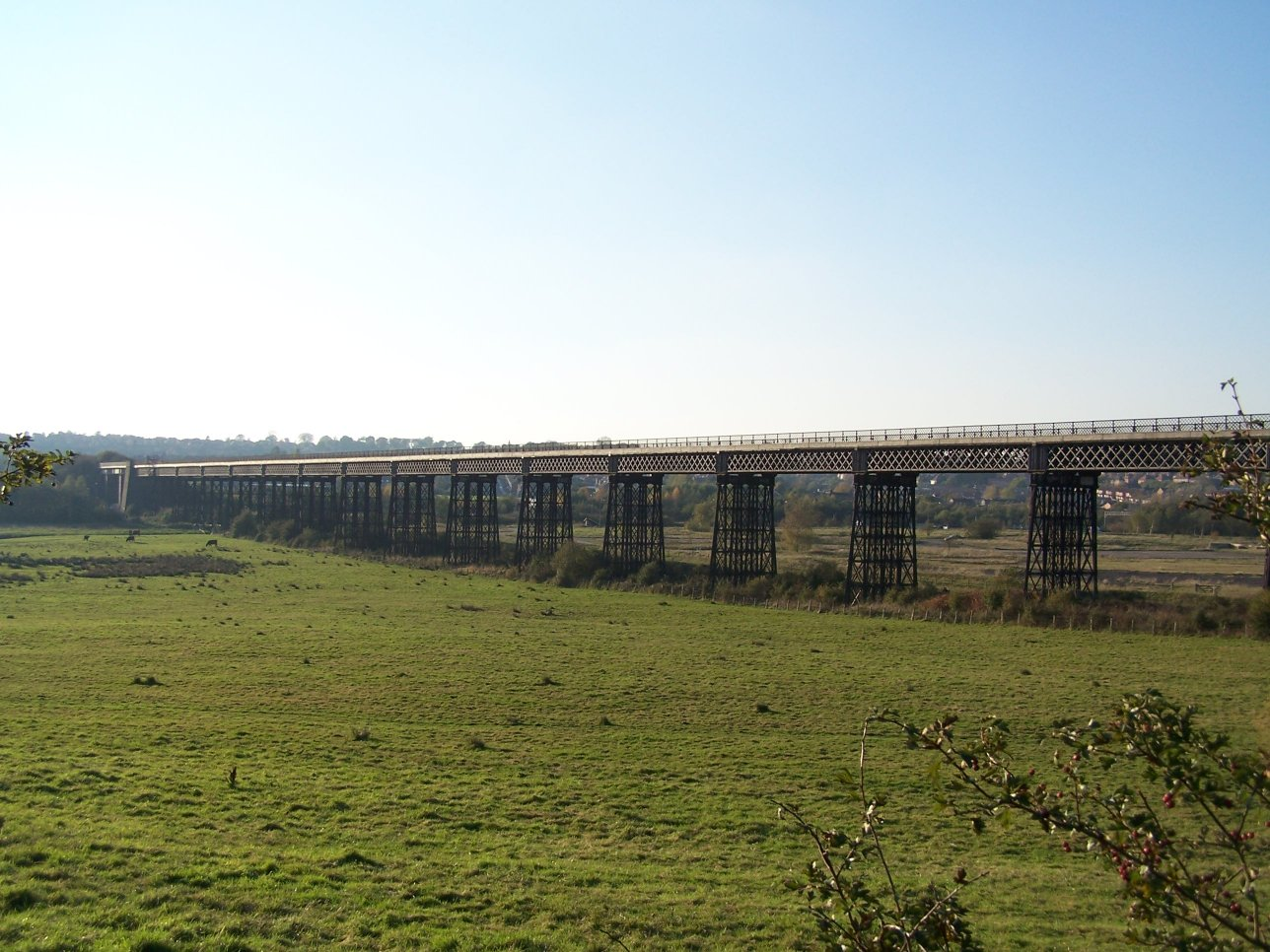
Вид на виадук Беннерли, со стороны Ноттингемского канала (2006)

## Описание и строительство

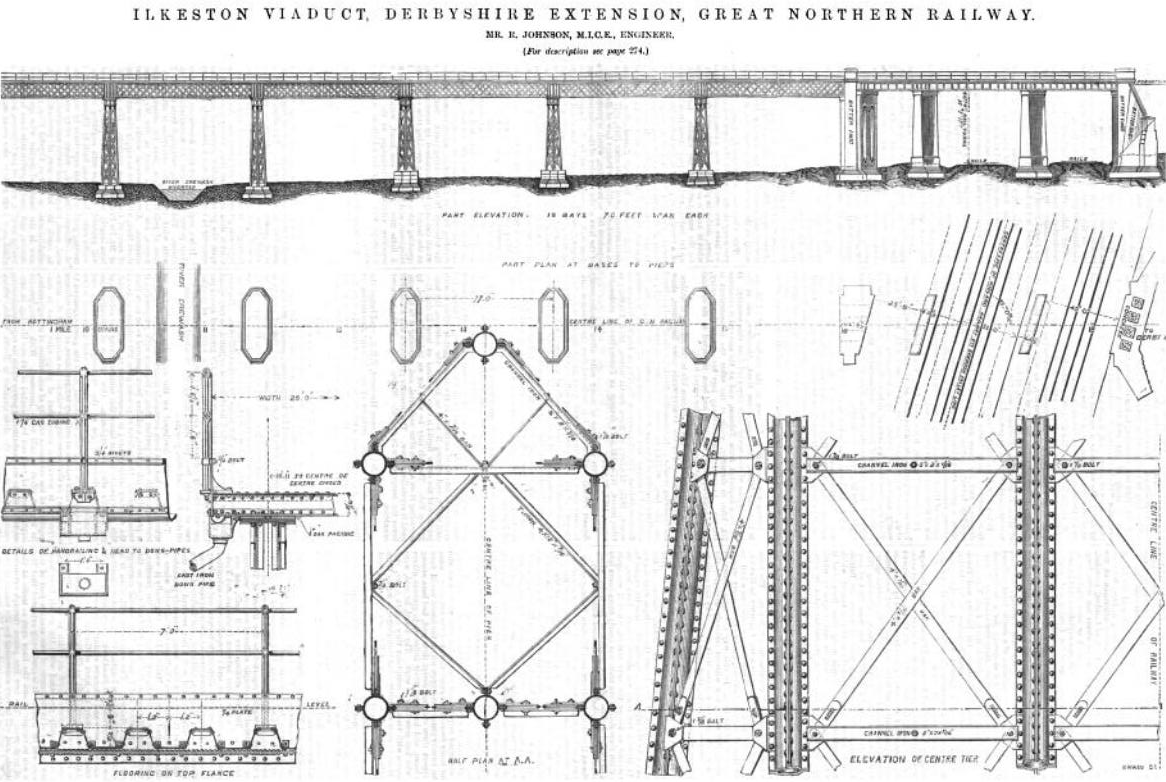
Чертёж виадука

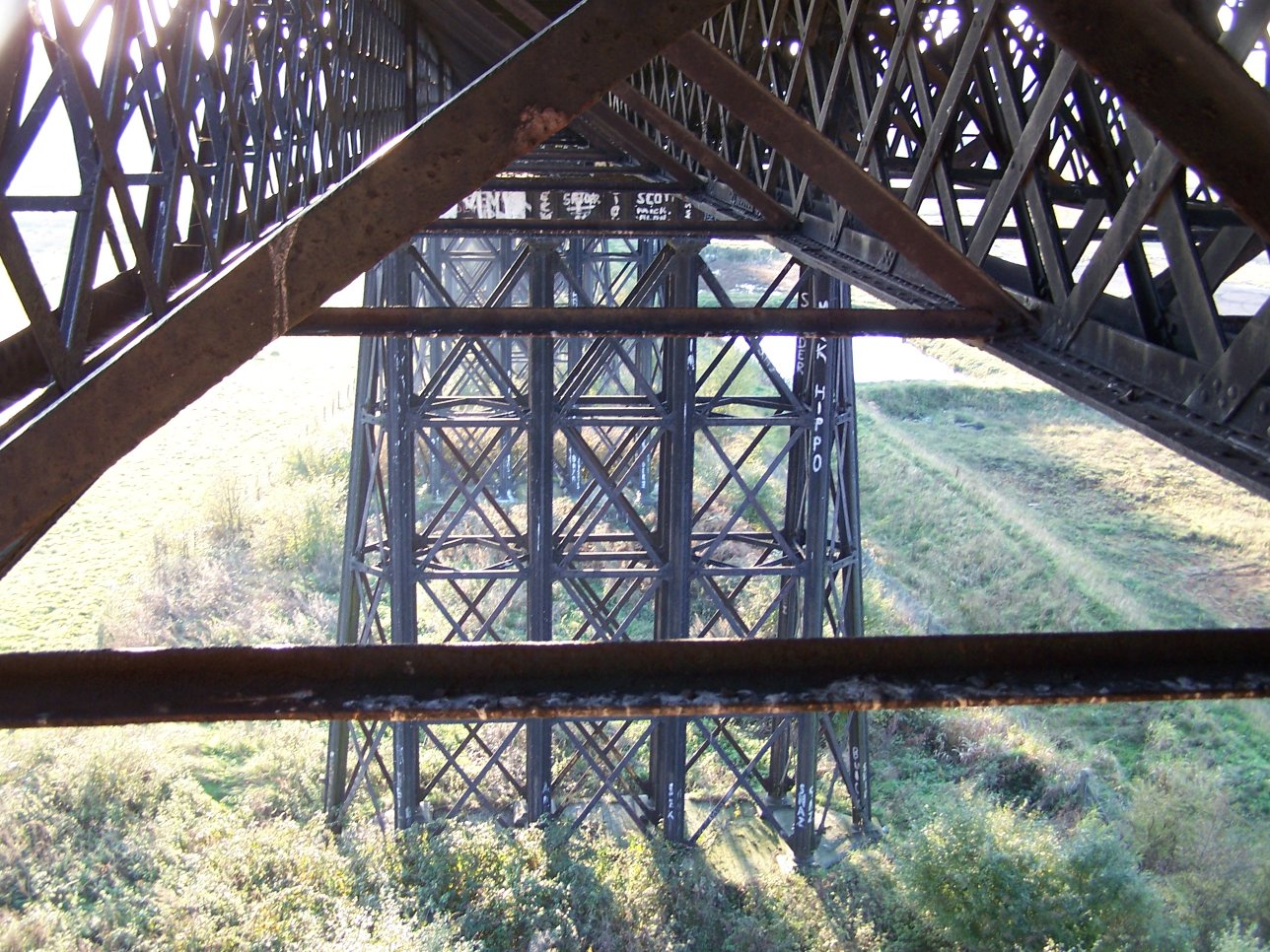
Структура виадука. Вид из-под настила

Виадук Беннерли представляет собой решётчатую ферменную конструкцию, детали которой изготовлены из сварочного железа. Длина виадука 442,5 м, высота настила с рельсами — 18,5 м от уровня реки Эревош. Большинство железнодорожных виадуков в то время строились из кирпича, однако в долине реки Эревош велась интенсивная добыча угля, что сделало почву нестабильной, склонной к просадке, поэтому была выбрана более лёгкая и гибкая конструкция из сварочного железа.
Виадук был частью дербиширского участка Great Northern Railway (GNR), одной из целей строительства которого было обеспечение транспортом угольных месторождений в Дербишире и Ноттингемшире. Контракт на строительство получила фирма Benton & Woodiwiss, проект виадука разработали Ричард Джонсон, главный инженер GNR, и Сэмьюэл Эбботт, штатный инженер GNR. На проектном этапе виадук именовался как Илкестонский, однако из-за расположенного рядом металлургического завода Bennerley Ironworks получил своё нынешнее название.
Виадук состоит из 16 решетчатых ферменных пролётов, каждый 23,3 м длиной, поддерживаемых опорами из кованого железа с фундаментом из синего кирпича синего кирпича с покрытием из камня. На илкестонском конце, где виадук пересекал Эревошский канал и линию Эревош-Вэлли Мидлендской железной дороги, имелось ещё три железных пролёта на кирпичных опорах. На освортском конце подход включал мосты более традиционной кирпичной конструкции над Ноттингемским каналом, эта часть виадука была снесена.
Строительство началось в мае 1876 года и продолжалось до ноября 1877 года. Как часть линии из Осворт-Джанкшен в Дерби, виадук открылся для движения в январе 1878 года. К северу от виадука находился металлургический завод Bennerley Ironworks, соединённый подъездными путями как с GNR, так и с линией Эревош-Вэлли Мидлендской железной дороги. После закрытия и сноса завода на его месте расположилась распределительная база British Coal, обслуживаемая подъездными путями бывшей Мидлендской железной дороги. Впоследствии база также была снесена. 
В Осворт-Джанкшен железная дорога разветвлялась: одна линия проходила через виадук Беннерли, другая поворачивала на север в сторону Пинкстона через Гилтбрукский виадук (или виадук Кимберли, также известный как Сорок мостов). Этот виадук также был спроектирован Ричардом Джонсоном и построен из красного кирпича. Он имел 43 арочных пролёта общей длиной 523 м и высотой 18 м.

## Бомбардировка

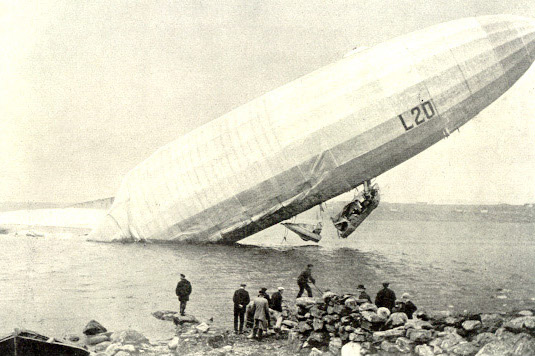
Дирижабль Цеппелин LZ 59 (L.20)

31 января 1916 года девять немецких дирижаблей Цеппелин провели бомбардировку британского Мидлендса, ставшую известной как Великий Мидлендский рейд. Один из дирижаблей, L.20 (LZ 59), базировавшийся в Тённер (Шлезвиг, ныне часть Дании) под командованием капитан-лейтенанта Стабберта, сбросил семь фугасных бомб в районе виадука Беннерли. Одна из низ упала к северу от виадука на линию Мидлендской железной дороги у станции Беннерли-Джанкшен, от которой начиналась ветка к металлургическому заводу .
В результате были повреждены пути, но виадук остался невредимым. Во время того же налета L.20 сбросил пятнадцать бомб на соседний металлургический завод Stanton Ironworks, одна из которых повредила железнодорожный мост, пересекающий Натбрукский канал. 4 мая 1916 года после второго налета на Англию у L.20 закончилось топливо, и он совершил аварийную посадку возле Ставангера в Норвегии.

## Закрытие и сохранение

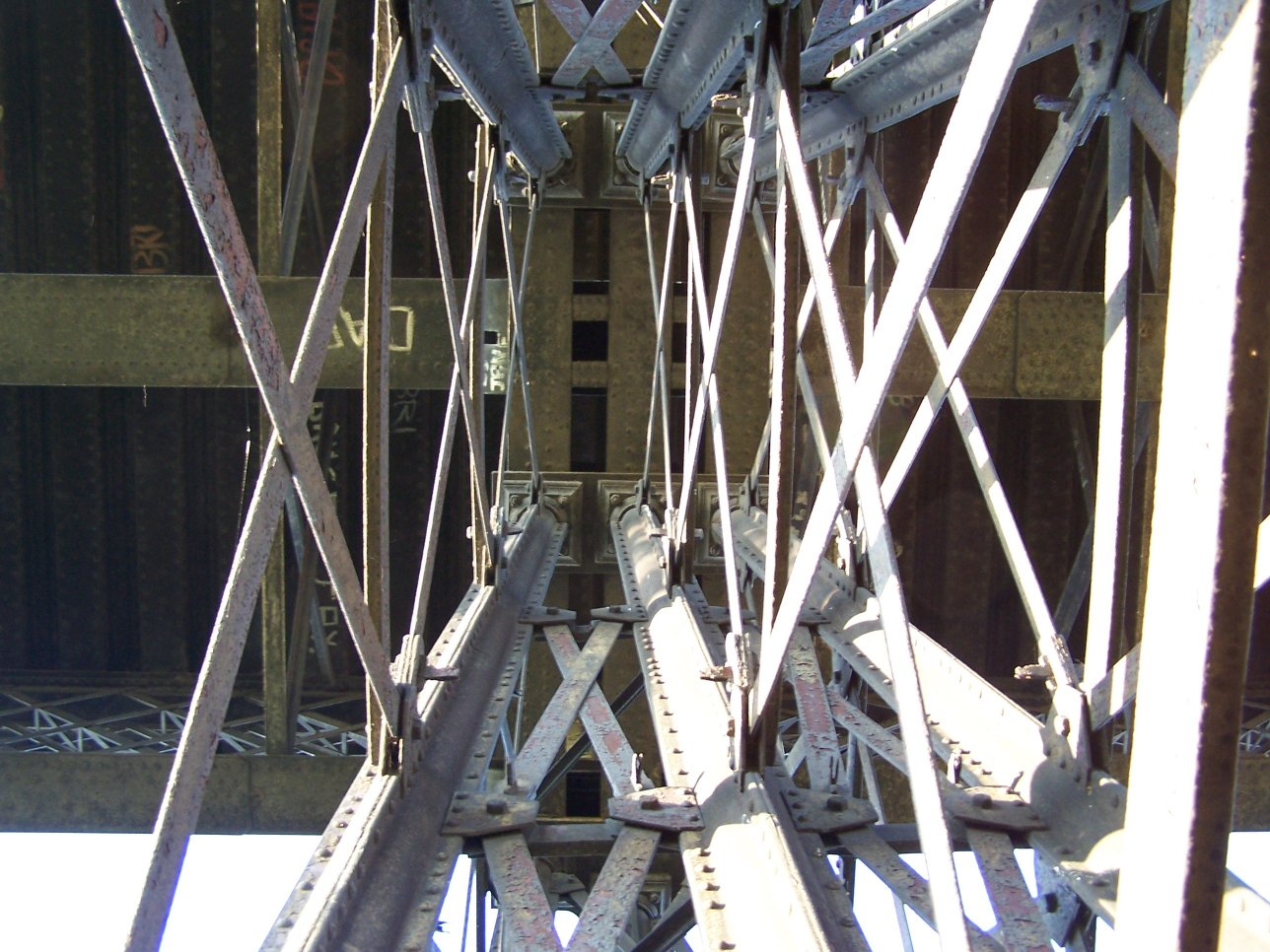
Вид на опору изнутри вертикально верх

Железнодорожная ветка и виадук были закрыты для движения в рамках сокращений Бичинга в 1968 году. Благодаря конструкции из сварочного железа виадук Беннерли не был снесён. Подрядчики, участвовавшие в тендере на снос, запросили финансирование, признанное слишком высоким. Причина высокой стоимости был способ демонтажа: конструкции из сварочного железа нельзя разрезать с помощью газовой горелки, а нужно разбирать, удаляя заклёпки.
Виадук сохранился и в 1974 году был признан памятником истории категории II*. Он также внесен в реестр объектов, находящихся под угрозой. В 1996 году сходный по конструкции Мелдонский виадук был отремонтирован и включён в «Гранитный путь», вело-пешеходную дорожку в Девоне.

## Реставрация
После приватизации British Rail в 1997 году правительство желало избавиться от излишков железнодорожных активов, находившихся в государственной собственности. В 1998 году виадук Беннерли был приобретен у Совета британских железных дорог компанией Railway Paths Ltd. Виадук перешёл под управления благотворительной организации Sustrans, которая планирует включить его в Национальную сеть велосипедных маршрутов. В 2015 году Sustrans получила грант в размере 40 000 фунтов стерлингов от Heritage Lottery Fund для организации следующего этапа реставрационных работ.
В 2017 году Sustrans подала заявку на второй, более крупный грант от Heritage Lottery Fund для финансирования реставрационных работ, однако получила отказ. Решение о повторной попытке руководство организации в конечном итоге отклонило.
Для сохранения и реставрации виадука была сформирована местная волонтёрская группа «Друзья виадука Беннерли» (англ. The Friends of Bennerley Viaduct).
Заявки на изменение режима использования и работы по организации доступа к виадуку были поданы в советы Брокстоуи Эревоша.
В апреле 2019 года было объявлено, что выделены средства на восстановление, работы должны закончиться к концу 2020 года. В феврале 2020 года стало известно о дополнительном финансировании от Historic England, что позволило начать работу. В том же году он стал единственным объектом Великобритании, включённым в программу World Monuments Watch.
В марте 2020 года восстановительных работы были приостановлены из-за пандемии COVID-19.